# 노르보텐

노르보텐의 문장

노르보텐의 위치

노르보텐(스웨덴어: Norrbotten)은 스웨덴 북부 노를란드 지역을 구성하는 지방 가운데 하나로 면적은 26,671km2, 인구는 192,542명(2009년 기준)이다. 남쪽으로는 베스테르보텐 지방, 서쪽으로는 라플란드 지방과 접하며 동쪽으로는 핀란드와 국경을 접한다. 노르보텐주가 이 지방에 속한다. 지방을 상징하는 꽃은 함경딸기, 동물은 시베리아어치이다.